# Агтріскелойк
А́гтріскелойк, або Адріска, (ест. Ahtriskeloik, Kõve lõugas, Adriska järv) — природне озеро в Естонії, у волості Ляене-Сааре повіту Сааремаа.

## Розташування
Адріска належить до Західно-острівного суббасейну Західноестонського басейну.
Озеро лежить на південний захід від села Карала.
Акваторія водойми входить до складу заказника Карала-Пілґузе (Karala-Pilguse hoiuala).

## Опис
Загальна площа озера становить 4,1 га. Довжина берегової лінії — 1 182 м.